# Distrito de Chandrapur
Chandrapur (en maratí; चंद्रपूर जिल्हा ) es un distrito de India, parte de la división de Nagpur en el estado de Maharastra. 
Comprende una superficie de 10 690 km².
El centro administrativo es la ciudad de Chandrapur.

## Demografía
Según censo 2011 contaba con una población total de 2 194 262 habitantes.